# Ајше-султанија (ћерка Мурата III)
Султанија Ајше (тур. Ayşe Sultan; 1570, Маниса — 15. мај 1605, Истанбул) била је султанија Османског царства и друга ћерка султана Мурата III и Сафије-султаније. Њен брат био је султан Мехмед III.

## Детињство и први брак
Извештај из 1583. наводи да је Ајше имала 13 година и да је обећана Ибрахим-паши. Исте године, амбасадори су забележили да султанија Нурбану жели да другу најстарију ћерку свог сина уда за Капичибаши Махмут-бега. 
Након смрти мајке султана Мурата, под утицајем султаније Сафије, Мурат је верио своју ћерку Ајше 1584. године за Ибрахим-пашу, а Махмут-бега је оженио у децембру 1584. године султанијом Хатиџе, ћерком Хумашах Ајше.
  Њено венчање је одржано у Старом двору, и прослављено је седмодневном церемонијом. Већ 1587. године, Ибрахим-паша је именован намесником Каира. Султанија Ајше је пратила свог мужа, и наредних осам година проводи у Египту. Познато је да је с њим имала једног сина и једну ћерку, али су умрли као деца. Током владавине Ајшиног брата Мехмеда, Ибрахим-паша је три пута био постављен за Великог везира.

## Други брак
Након Ибрахим-пашине смрти 1601. године, удала се 1602. године за управника провинције у Египту, Јемишки Хасан-пашу. И он је као супруг султанове сестре, постао нови велики везир.
Мехмед III је, под притиском Сафије-султаније, наредне године наредио да Хасан-паша буде погубљен. Ајше је послала писмо својој мајци, султанији Сафије, и брату-султану, у коме је тражила опрост за свог супруга. На то јој је Мехмед III одговорио да ће га и она пратити у смрти, ако буде наставила да инсистира. Хасан-паша је пронађен како се скрива у палати своје супруге и погубљен 18. октобра 1603. године.

## Трећи брак
Ајше се 1604. удала за заменика Великог везира Гузелџе Махмуд-пашу, који је био супруг султаније Нергисшах. Неки кажу да се заљубила у Гузелџе Махмуд-пашу док јој је муж још био жив. Махмуд-паша дао је све од себе да се погуби Хасан-пашу како би заузео његово место и његову супругу.

## Смрт и заоставштина
Султанија Ајше је умрла 15. маја 1605. у својој палати у Истанбулу и сахрањена је у гробници свог брата Мехмеда III у џамији Аја Софија. Ајше је била позната по својој филантропији. Тестаментом је наредила еманципацију свих својих робиња, плаћање казне од 10.000 акчи за људе у затвору због дугова мањих од 500 акчи. Ајше је наложила да се 2.000 акчи подели сиромашнима, болеснима и сирочадима у престоници. Остатак новца је завештала да се подели сиромасима у светим градовима Меки , Медини и Јерусалиму. Такође је издвојена велика сума за откуп заробљених муслиманки.
Ајше је важила за веома образовану султанију. Познато је да је поседовала превод књиге „Уздизање благодатних звезда и извора суверености” (тур. Matali' us-sa'ade ve menabi' us-siyade).

## У популарној култури
Лик султаније Фахрије, који у популарној ТВ серији Величанствени век: Косем већим делом је заснован на историјском лику султаније Ајше. У стварности, султанија Фахрије није била ћерка Сафије султаније, већ непознате конкубине. С друге стране, осим имена, разликују се и по години смрти, пошто је Ајше умрла 1605. године, док је Фахрије по историји умрла 1662. године. У серији је дошло до замене Ајшине судбине са судбином једне од најмлађих ћерки Мурата III.

## Породично стабло
|  |                           |  |  |  |  |  |  |  |  |  |  |  |  |  |  |  |
|  | 6. Сулејман Величанствени |  |  |  |  |  |  |  |  |  |  |  |  |  |  |  |
|  |                           |  |  |  |  |  |  |  |  |  |  |  |  |  |  |  |
|  |                           |  |  |  |  |  |  |  |  |  |  |  |  |  |  |  |
|  | 4. Селим II               |  |  |  |  |  |  |  |  |  |  |  |  |  |  |  |
|  |                           |  |  |  |  |  |  |  |  |  |  |  |  |  |  |  |
|  |                           |  |  |  |  |  |  |  |  |  |  |  |  |  |  |  |
|  | 7. Хасеки Хурем Султанија |  |  |  |  |  |  |  |  |  |  |  |  |  |  |  |
|  |                           |  |  |  |  |  |  |  |  |  |  |  |  |  |  |  |
|  |                           |  |  |  |  |  |  |  |  |  |  |  |  |  |  |  |
|  | 2. Мурат III              |  |  |  |  |  |  |  |  |  |  |  |  |  |  |  |
|  |                           |  |  |  |  |  |  |  |  |  |  |  |  |  |  |  |
|  |                           |  |  |  |  |  |  |  |  |  |  |  |  |  |  |  |
|  | 5. Султанија Нурбану      |  |  |  |  |  |  |  |  |  |  |  |  |  |  |  |
|  |                           |  |  |  |  |  |  |  |  |  |  |  |  |  |  |  |
|  |                           |  |  |  |  |  |  |  |  |  |  |  |  |  |  |  |
|  | 1. Султанија Ајше         |  |  |  |  |  |  |  |  |  |  |  |  |  |  |  |
|  |                           |  |  |  |  |  |  |  |  |  |  |  |  |  |  |  |
|  |                           |  |  |  |  |  |  |  |  |  |  |  |  |  |  |  |
|  | 3. Султанија Сафије       |  |  |  |  |  |  |  |  |  |  |  |  |  |  |  |
|  |                           |  |  |  |  |  |  |  |  |  |  |  |  |  |  |  |
|  |                           |  |  |  |  |  |  |  |  |  |  |  |  |  |  |  |